# Кам'яний
Кам'яний (пол. Kamienny) — гірський потік в Україні, у Долинському районі Івано-Франківської області у Галичині. Лівий доплив Глибокого, (басейн Дністра).

## Опис
Довжина потоку 8 км, найкоротша відстань між витоком і гирлом — 5,98  км, коефіцієнт звивистості потоку — 1,34 .

## Розташування
Бере початок на північно-східній стороні від гори Залісся (484,9 м). Тече переважно на північний схід через листяний ліс та урочище Завадка і на висоті приблизно 360 м над рівнем моря впадає у потік Глибокий , правий доплив Болохівки.

## Цікавий факт
- На правому березі потоку розташоване Заповідне урочище Торфовище[3].